# Исмаилов, Мамедсалех Джалил оглы
Мамедсалех Джалил оглы Исмаилов (азерб. Məmmədsaleh Cəlil oğlu İsmayılov) — советский азербайджанский музыковед, фольклорист, педагог, Заслуженный деятель искусств Азербайджанской ССР (1972), кандидат искусствоведения (1964).

## Биография
Мамедсалех Исмаилов родился 22 апреля 1912 года в Нухе (ныне Шеки), Елизаветпольская губерния. Окончил среднюю специальную музыкальную школу имени Бюль-Бюля.
С 1946 года преподавал в Азербайджанской консерватории. В 1983 году стал профессором, в 1960-71 являлся заведующим кафедрой азербайджанской народной музыки, а с 1980 - истории и теории азербайджанской народной музыки.
Мамедсалех Исмаилов скончался 10 мая 1994 году в Баку.

## Память
17 мая 2013 года в Союзе композиторов Азербайджана прошла научная конференция, посвящённая  к 100-летнему юбилею Мамедсалеха Исмаилова.